# إنجي كيوان
إنجي كيوان (من مواليد 8 ديسمبر 1984) هي ممثلة مصرية ومُقدّمة برامج حواريّة وعارضة أزياء، عملت بالمجال المصرفي ثُم مجال الإعلام ثُم احترفت التمثيل وهي بعمر 31 عام وشاركت في عدد من الأعمال الفنية والتليفزيونية.

## مسيرتها الفنية
بدأت إنجي كيوان مسيرتها المهنيّة بالعمل في القطاع المصرفيّ كمحللة استثمار ومحررة مالية، ثُم عملت بعد ذلك كمنظمة للفعاليات والأنشطة، وفي عام 2013 أسّست شركتها الحاصّة «روبابيكيا» لتعمل في مجال تصميم قطع الديكور المنزليّ، تحوّلت بعد ذلك للعمل كمراسلة لبرنامج زهرة الخليج المُذاع علي تليفزيون أبوظبي.
في عام 2016 التحقت إنجي كيوان بأكاديمية إعلامية لتطوير مهاراتها في العمل الإعلامي والحواري، والتي أهّلتها للعمل كمقدمة برامج فشاركت في تقديم برنامج قعدة رجال مع نيقولا معوض وخالد سليم وقيس نجيب، ثُم اتّجهت إلى التمثيل فكان أوّل ظهور لها في إعلان للعطور مع المُطرب عمرو دياب. شاركت في عدد من الأعمال التليفزيونيّة كان أوّلها مسلسل ستات بيت المعادي مع المُخرج المصريّ محمد سلامة في عام 2021، لتتوالى مُشاركاتها في الأعمال الفنية بعد ذلك والتي من أبرزها مشاركتها في مسلسل الوضع مُستقر الذي عرضته شبكة إم بي سي عبر منصّتها الرقمية المعروفة شاهد.

## أعمالها

### المسلسلات
- الوضع مُستقر (الموسم الثاني): عُرض في أكتوبر عام 2022.[4]
- مجنونة بيك: عُرض في عام 2022، وقامت فيه بدور هادية.
- ستات بيت المعادي: عُرض في عام 2021، وقامت فيه بدور نورا أو نجلاء.
- الوضع مُستقر (الموسم الأول): عُرض في سبتمبر عام 2021.
- شغل في العالي: عُرض في عام 2022.
- سيد الناس مسلسل 2025.

### الأفلام
- في القلب

## وصلات خارجية
- إنجي كيوان على موقع IMDb (الإنجليزية)
- إنجي كيوان على موقع الدهليز
- إنجي كيوان على موقع قاعدة بيانات الأفلام العربية